# 7081 Ludibunda
A 7081 Ludibunda (ideiglenes jelöléssel 1987 QF7) a Naprendszer kisbolygóövében található aszteroida. Paul Wild fedezte fel 1987. augusztus 30-án.